# 石玫瑰
石玫瑰（The Stone Roses），是一支于1984年在曼彻斯特成立的英伦另类摇滚乐队。他们是曼彻斯特运动的先锋团体。乐队的原班人马包括 Ian Brown (主唱)，John Squire (吉他)，Andy Couzens (吉他)，Pete Garner (贝司) 以及Alan "Reni" Wren (鼓)。Couzen和Garner于1987年离队。Couzen在乐队中的位置被留空，而1987年Gary "Mani" Mounfield的到来顶替了另一位离队成员Garner，从而确定了乐队的阵容。然而在1995年以后乐队又有变动，Reni离队，取代他的是Robbie Maddix，同年Nigel Ippinson加入乐队。一年以后，Squire离队，Aziz Ibrahim填补了他的位置。
他们在1989年的首张同名专辑The Stone Roses以其一流的品質在全英国迅速传播，并在当年荣登NME之有史以来英国最佳专辑之宝座。由于乐队一炮而红，他们打算签约一个主流厂牌来获利，但Slivertone公司以需要长时间的法律诉讼为由拒绝了他们撤销合约的请求。最终乐队于1991年签约Geffen唱片公司，并于1994年发行了他们的另一张专辑Second Coming。这张专辑相比前一张声音更重，因此在发行后未取得期望中的好成绩。在为获取支持而进行的巡演期间经历了若干次阵容调整后，乐队决定于巡演结束之日解散。

## 影响
在乐队解散十几年以后，爱好者和评论员们仍希望他们重组。他们通过诸如Facebook和MySpace网站等各种方式提交请愿书。
主唱伊恩·布朗、吉他手约翰·斯夸尔以及贝斯手马尼均是曼联球迷，在各种有关曼联的记录片和球迷助威歌，石玫瑰的音乐也是必不可少的元素，如Waterfall、Elephant Stone。

## 成员

### 現任成員
- Ian Brown - 主唱 (1983 - 1996 , 2011 - 2017)
- John Squire - 吉他 (1983 - 1996 , 2011 - 2017)
- Mani (Gary Mounfield) - 貝斯 (1987 - 1996 , 2011 - 2017)
- Reni (Alan Wren) - 鼓，合音 (1984 - 1995 , 2011 - 2017)

### 其他成员
- Andy Couzens - 節奏吉他、主唱 (1983 - 1986) 在与乐队经理Graeth Evans意见不和后于1986年7月退出乐队，并成立了在曼彻斯特时期小有名气的The High乐队。
- Aziz Ibrahim - 吉他 (1996) 在1996年取代了John Squire的位置。
- Pete Garner - 貝斯 (1983 - 1987)
- Rob Hampson - 貝斯 (1987)
- Simon Wolstencroft - 鼓 (1983 - 1984)
- Robbie Maddix - 鼓，合音 (1995 - 1996) 在1995年三月取代了Reni的位置。
- Nigel Ippinson - 鍵盤，合音 (1995 - 1996) 于1995年之前在乐队的Second Coming巡演中演奏键盘。

## 唱片
- The Stone Roses (1989)
- Second Coming (1994)